# Sistema cristallino
In cristallografia, un sistema cristallino è il raggruppamento di più classi di simmetria aventi caratteristiche simili. In altre parole, ogni sistema cristallino accomuna le strutture cristalline che presentano una cella primitiva (o "cella unitaria") della stessa forma (ad esempio cubica, tetragonale o esagonale).
Si hanno in totale 7 sistemi cristallini. Questi sistemi cristallini sono raggruppati in 3 gruppi cristallini (monometrico, dimetrico e trimetrico, a seconda del numero di costanti di reticolo che li rappresentano) e ogni sistema cristallino raggruppa più tipi di reticolo (per un totale di 14 reticoli differenti). Di seguito sono elencati i vari sistemi cristallini, ordinati secondo la quantità di elementi di simmetria.

## Sistema triclino
I 3 assi della croce assiale hanno tutti differente lunghezza e formano tra loro angoli diversi da 90°. I cristalli triclini non presentano né assi di simmetria né piani di riflessione.
Il sistema triclino comprende un tipo di reticolo.

Cella unitaria del reticolo triclino

## Sistema monoclino
I 3 assi della croce assiale sono di diversa lunghezza. Un asse è perpendicolare al piano formato dagli altri due, questi formano tra loro angoli diversi da 90°. I cristalli monoclini hanno un solo asse binario ed un solo piano di simmetria. A questo sistema appartengono le classi 2, m e 2/m.
Comprende due tipi di reticolo:
- monoclino semplice (M)
- monoclino centrato (MC).

Cella unitaria del reticolo monoclino semplice
Cella unitaria del reticolo monoclino centrato

## Sistema ortorombico
I 3 assi della croce assiale hanno lunghezza differente e formano tra loro 3 angoli retti. Si considera ortorombico un cristallo che presenta solo assi binari e/o 2 piani di riflessione insieme.
A questo sistema cristallino appartengono 4 tipi di reticolo:
- ortorombico semplice (O)
- ortorombico a base centrata (OBC)
- ortorombico a corpo centrato (OCC)
- ortorombico a facce centrate (OFC).

Cella unitaria del reticolo ortorombico semplice
Cella unitaria del reticolo ortorombico a base centrata
Cella unitaria del reticolo ortorombico a corpo centrato
Cella unitaria del reticolo ortorombico a facce centrate

## Sistema trigonale o romboedrico
La croce assiale è a quattro assi, 3 assi di uguale lunghezza giacciono su un piano orizzontale formando un angolo di 120° tra di loro. Il quarto asse è più lungo o più corto degli altri ed è perpendicolare al loro piano orizzontale. Un cristallo è trigonale se ha un asse ternario.
Questo sistema cristallino comprende un solo tipo di reticolo.

Cella unitaria del reticolo romboedrico (o trigonale)

## Sistema tetragonale
Due degli assi della croce assiale hanno eguale lunghezza in quanto a 90° l'asse si ripete a causa della simmetria quaternaria, il terzo è più lungo o più corto. Tutti e 3 gli angoli che formano sono retti.
Un cristallo si considera tetragonale se ha un solo asse di simmetria quaternario. A questo sistema apparterranno quindi le classi 4, -4, 4/m, 422, 4mm, -42m e 4/mmm.
Comprende due tipi di reticolo:
- tetragonale semplice (ST)
- tetragonale a corpo centrato (TCC).

Cella unitaria del reticolo tetragonale semplice
Cella unitaria del reticolo tetragonale a corpo centrato

## Sistema esagonale
Impiega una croce assiale a 4 assi. 3 assi di uguale lunghezza giacciono sul piano orizzontale facendo un angolo di 120° l'uno con l'altro. Il quarto asse è più lungo o più corto ed è disposto perpendicolarmente al piano degli altri tre. È considerato esagonale un cristallo avente un asse senario.
Contiene un solo tipo di reticolo.

Cella unitaria del reticolo esagonale

## Sistema cubico
Tutti e 3 gli assi della croce assiale hanno la stessa lunghezza e si incrociano tra loro ad angolo retto. Si considera cubico un cristallo che abbia almeno 2 assi di simmetria ternari.
Comprende tre tipi di reticolo:
- cubico semplice (CS)
- cubico a corpo centrato (CCC)
- cubico a facce centrate (CFC).

Cella unitaria del reticolo cubico semplice
Cella unitaria del reticolo cubico a corpo centrato
Cella unitaria del reticolo cubico a facce centrate